# Premio Jaeger-LeCoultre Glory to the Filmmaker
Il "Jaeger-LeCoultre Glory to the Filmmaker" è uno dei premi assegnati nell'ambito della Mostra internazionale d'arte cinematografica di Venezia, rassegna cinematografica lagunare nata nel 1932, istituito a partire dal 2006
Il riconoscimento istituito dalla Mostra internazionale d'arte cinematografica di Venezia, e organizzato dalla Mostra in collaborazione con Jaeger-LeCoultre, è dedicato ad una personalità che ha lasciato un segno nel cinema contemporaneo.

## Albo d'oro

### Anni 2000
- 2006: Takeshi Kitano
- 2007: Agnès Varda
- 2008: Abbas Kiarostami
- 2009: Sylvester Stallone

### Anni 2010
- 2010: Mani Ratnam
- 2011: Al Pacino
- 2012: Spike Lee
- 2013: Ettore Scola
- 2014: James Franco
- 2015: Brian De Palma
- 2016: Amir Naderi
- 2017: Stephen Frears
- 2018: Zhang Yimou
- 2019: Costa-Gavras

### Anni 2020
- 2020: Abel Ferrara
- 2021: Ridley Scott
- 2022: Walter Hill
- 2023: Wes Anderson
- 2024: Claude Lelouch